# L'Acabadora
L'Acabadora, en llengua sarda l'Accabadora o s'Agabbadòra, era un personatge femení que segons l'antiga tradició sarda, s'encarregava de proporcionar una mort ràpida als malalts incurables i moribunds, per tal d'estalviar-los patiments innecessaris.
A Sardenya, l'origen d'aquesta figura, es remunta a les antigues cultures preromàniques. A Europa, el fet que la tradició judeocristiana sempre s'hagi oposat aferrissadament a qualsevol intent d'eutanàsia, ha dificultat tenir registres fiables d'aquesta activitat, tot i que en el món rural de Sardenya, aquest personatge s'ha mantingut a l'imaginari popular durant generacions. L'Acabadora és descrita com una dona vestida de negre, amb el rostre cobert que, requerida pels familiars del malalt, arribava de nit i, un cop retirats tots els símbols religiosos, proveïda d'un petit jou, un mazzolu (una maça de fusta d'olivera) o simplement amb la mateixa roba del llit, acabava de forma ràpida amb el patiment del moribund. Alguns relats asseguraven que l'Acabadora també exercia de llevadora i, per tant, jugava un paper essencial en el cicle de la vida.
Diversos escriptors i estudiosos han integrat aquest personatge a llurs obres, essent especialment remarcable la novel·la L'Accabadora de Michela Murgia i la pel·lícula amb el mateix títol d'Enrico Pau, inspirada en el llibre.
Al poble de Luras, a la seu el Museu etnogràfic de la Gal·lura, s'hi pot veure la recreació d'una estança, amb la maça i els estris de l'Acabadora.
Al sud-est de la península Ibèrica hi ha descrit l'equivalent a les acabadores sardes; és la figura d'alguns salutaores (també sanadores o curanderos), que s'encarregaven d'avançar la mort als infants que contreien la ràbia per la mossegada d'un gos rabiós en una època en què no hi havia cap remei per aturar el desenvolupament d'aquesta malaltia i se sabia que a la criatura li esperava una terrible agonia. El salutaor practicava una eutanàsia per pietat; feia sortit tothom de l'habitació on hi havia l'infant que es trobava ja en un estat avançat de la malaltia i després d'uns minuts en sortia ell i els informava que la criatura ja «descansava». Hi ha fonts que indiquen que, fins a finals del segle xix o començament del segle xx, es va mantenir aquesta pràctica i no només en criatures afectades per la ràbia, sinó en les que es trobaven en la fase terminal de la febre groga, el còlera o la verola, i en nadons nascuts amb malformacions. A Mèxic, on hi ha una important cultura de la mort, s'hi troba un equivalent a l'acabadora o salutaor en la cultura prehispànica. En la seva novel·la Del amor y otros demonios, Gabriel García Márquez també fa referència a l'eutanàsia infantil que es practicava a l'Amèrica Llatina en les classes més pobres a la mainada afectada de ràbia —los arrabiados, els anomena García Márquez.